# Саночани
Саноча́ни — село в Україні, у Самбірському районі Львівської області. Населення становить 124 осіб, але його історія та природні багатства є важливою частиною місцевого життя.
У селі є церква, названа на честь великомученика Димитрія Солунського парафії ПЦУ.

## Історія та розвиток
1. Заснування: Як і багато сіл у Західній Україні, Саночани, ймовірно, були засновані в середньовічний період, коли місцеве населення почало активно освоювати землі для сільського господарства та створювати поселення на родючих землях.
2. Австрійський та Польський періоди: Протягом історії село входило до складу різних державних утворень, зокрема Австро-Угорщини, Польщі. У цей період село було аграрним осередком, де більшість населення займалася землеробством і тваринництвом.
3. Радянський період: Після Другої світової війни і входження Західної України до складу Радянського Союзу, село, як і багато інших, пройшло через колективізацію. Це вплинуло на структуру місцевого господарства та соціального життя.
4. Незалежність України: Після проголошення незалежності України у 1991 році село почало поступово відновлювати свої традиційні форми господарювання. Незважаючи на малу кількість жителів, Саночани зберегли свою автентичність і традиції.

## Флора та фауна

### Флора
Село Саночани розташоване в лісостеповій зоні Західної України, що зумовлює наявність багатої та різноманітної рослинності:
1. Ліси: Поблизу села можна знайти мішані ліси, де ростуть дуб, бук, граб, а також хвойні дерева — сосна та ялина.
2. Луки: У навколишній місцевості розкидані луки, багаті на різнотрав'я, зокрема ромашка, чебрець, конюшина та інші степові та лугові рослини.
3. Водна рослинність: Невеликі водойми поблизу села мають типовий для цього регіону рослинний покрив — очерет, рогіз та осока.

### Фауна
Тваринний світ навколо Саночан також різноманітний, типовий для лісостепової зони:
1. Ссавці: У місцевих лісах водяться дикі кабани, зайці, лисиці, їжаки, а також різні види гризунів.
2. Птахи: Орнітологічна фауна багата на таких птахів, як горобці, ластівки, сови, синиці, а також хижі птахи, такі як канюк, шуліка і яструб.
3. Риби: короп, карась та інші види риб, характерні для прісноводних водойм.

Саночани, як частина української сільської спадщини, поєднують у собі традиційний уклад життя з унікальною природою, яка оточує село, та багатою історією розвитку.

## Культурна спадщина
Культурна спадщина села Саночани є невід'ємною частиною історичної та етнографічної спадщини Західної України, зокрема Львівщини. Незважаючи на невеликий розмір і кількість населення, село зберігає традиції та культурні елементи, характерні для цього регіону.

### Традиції та звичаї
1. Народні свята: Мешканці села дотримуються багатьох народних звичаїв і традицій, які передаються з покоління в покоління. Це стосується релігійних і народних свят, таких як Різдво, Великдень, Івана Купала, Зелені свята, де відбуваються традиційні обряди та дійства.
2. Різдвяні колядки та щедрівки: Як і в багатьох селах Західної України, Саночани славляться виконанням колядок і щедрівок під час зимових свят. Молодь та дорослі співають традиційні пісні, ходячи від хати до хати, прославляючи народження Христа.
3. Весілля: Місцеві весільні обряди багаті на традиційні ритуали. Ці обряди включають прикрашання весільного дерева, виконання народних пісень, танців, а також ритуали, пов'язані з випіканням весільного короваю та даруванням символічних подарунків.

### Народне ремесло
1. Ткацтво та вишивка: У Саночанах, як і в багатьох інших селах регіону, збереглися традиції ручного ткацтва та вишивки. Місцеві жителі займаються створенням традиційних вишиванок, рушників, а також виробів з льону та вовни. Вишивка є важливим елементом святкового та буденного одягу, а також символом національної ідентичності.
2. Гончарство: Хоча гончарство не є основним ремеслом у Саночанах, окремі майстри займаються виготовленням глиняного посуду, який раніше активно використовувався в побуті для приготування та зберігання їжі.

### Архітектурна спадщина
У селі можна знайти традиційні для західноукраїнських сіл дерев'яні хати та господарські споруди, прикрашені різьбленими елементами. Ці будівлі є прикладом народної архітектури, що гармонійно поєднується з природним ландшафтом.

### Релігійна спадщина
1. Церква: У селі Саночани є стара церква названа на честь великомученика Димитрія Солунського парафії ПЦУ[1], яка є центром духовного життя громади. Багато подібних церков у Західній Україні мають давню історію і зберігають у собі елементи народного мистецтва — різьблення по дереву, ікони та фрески.
2. Каплиці та хрести: Уздовж доріг та в центрі села можна побачити каплиці або хрести, встановлені на честь певних подій або для захисту громади. Вони є частиною духовного і культурного життя села.

### Фольклор та музика
Місцева музична культура відображає загальні тенденції фольклору Західної України. Мешканці Саночан виконують народні пісні, які супроводжують різні події: від свят до буденних справ. Інструментальна музика також є невід'ємною частиною місцевої культури — в селах часто грають на сопілці, скрипці, бубні, а на святах чи весіллях можна почути троїсті музики.

### Пам'ятні місця
Хоча Саночани є маленьким селом, тут були встановлені пам'ятні знаки на честь важливих історичних подій, наприклад, подій Другої світової війни, українського національно-визвольного руху чи жертв голодомору 30-х років.

### Висновок
Культурна спадщина Саночан — це багатий сплав народних традицій, звичаїв і ремесел, що відображають загальний культурний дух Західної України. Незважаючи на невеликий розмір, село зберігає автентичність і національну ідентичність, що передається через покоління місцевих жителів.